# 인도 영화
인도는 연간 영화 제작 편수 및 영화관 관객 총수도 세계에서 많은 나라 중 하나인 영화 대국이다. 2019년 기준 인도의 영화시장 규모는 약 16억 달러로 추산되며, 전세계 영화 시장 중에서 북미, 중국, 일본, 대한민국, 영국, 프랑스에 이어 7위에 등극해 있다. 매년 1,500편~2,000편 가량의 작품이 제작되며, 2015년에는 동원관객수 21억 명을 달성해 중국 영화시장의 22억명에 이어 세계 2위에 달하기도 했다. 인도에서 영화 제작이 이뤄지는 대표적인 지역으로는 뭄바이, 첸나이, 콜카타, 하이데라바드, 티루바난타푸람-코치, 부바네스와르-쿠타크, 구와하티 등을 꼽을 수 있다.
인도 영화시장의 특수성은 인도의 각 언어별로 영화 시장이 세분화된다는 점이다. 인도 북부의 힌디어권을 중심으로 제작되어 인도 전역에서 상영되는 힌디어 영화는 영화제작의 중심지 뭄바이 (봄베이)와 할리우드를 합쳐 볼리우드라고도 불리며, 2014년 기준 전체 수입의 43%를 차지할 정도로 인도 영화시장에서 큰 비중을 지니고 있다. 이 다음으로는 인도 중남부를 중심으로 한 타밀어와 텔루구어 영화인데 이들 역시 36%에 달했다. 타밀어 영화와 텔루구어 영화 외에도 말라얄람어 영화, 칸나다어 영화, 툴루어 영화까지 합하여 남인도 영화라고 따로 구분하기도 한다. 발리우드와 남인도 영화는 마살라 영화 장르가 발달해 있는 한편으로, 인도 동부의 벵골어 영화는 인도판 뉴웨이브 시네마, 이른바 페러렐 영화라고 하는 영화 사조와 깊게 연관되어 부흥한 바 있다.
인도 영화는 유구한 역사와 더불어 세계적으로 떠오르는 신흥 시장이기도 하다. 남아시아 국가들은 물론 유럽, 북미, 아시아, 중동, 동아프리카를 아울러 90여개 국가에 수출되고 있다. 전세계 수입 300만 달러를 돌파한 블록버스터 작품도 《당갈》 (2016)을 비롯해 여러 편을 배출한 바 있다. 한편으로 인도 국외에 거주하는 인도계 시민들도 인도 영화의 주 소비층인데 이들의 영화 매출규모만 12%에 달한다는 통계가 존재한다. 또한 영화음악 저작권으로 벌어들이는 수입 규모도 4~5%에 달한다.
인도의 대표적인 영화 제작사로는 AVM 프로덕션, 프라사드 스튜디오, 선 픽쳐스, 기타 아츠, 수레시 프로덕션, 에로스 인터내셔널, 아잉가란 인터내셔널, 피라미드 사이미라, 아스카르 필름스 등이 있으며 헐리우드의 유니버셜 픽쳐스, 소니 픽쳐스, 월트 디즈니 픽쳐스, 워너 브라더스 등 대형 제작사들도 인도 내 스튜디오와의 합작에 참여하고 있다.

## 인도의 대표적인 영화인

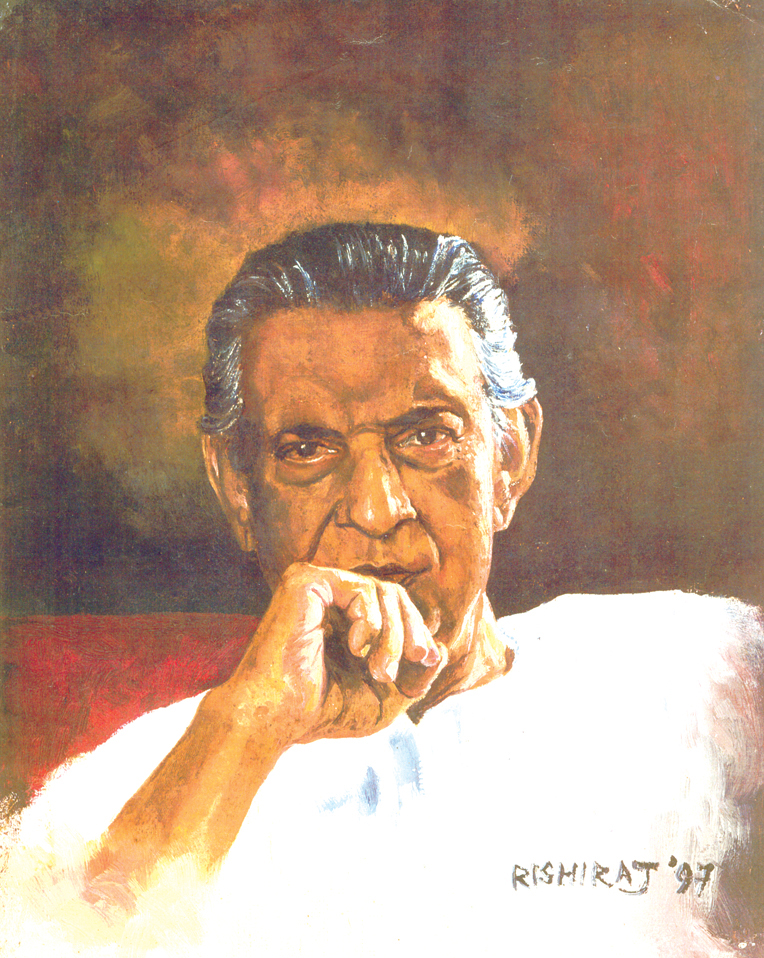
사티야지트 레이
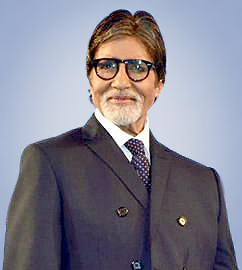
아미타브 바찬
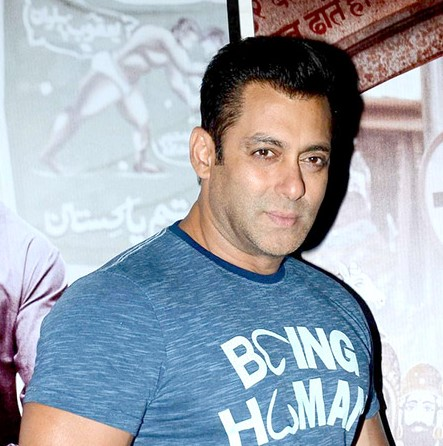
살만 칸
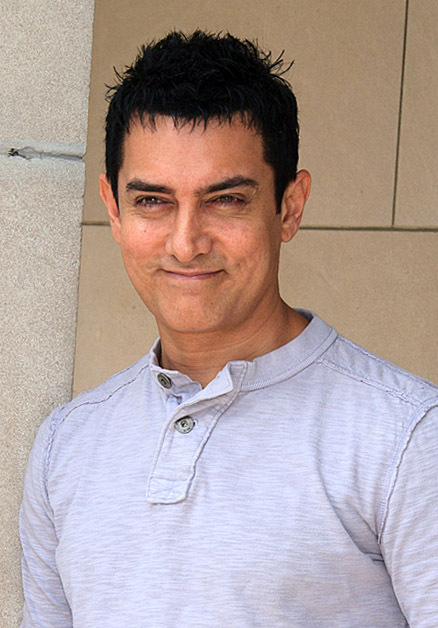
아미르 칸
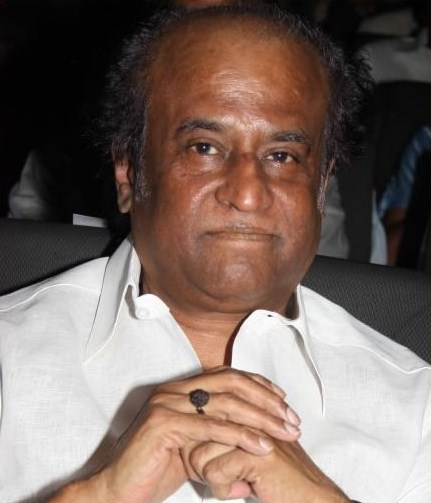
라지니칸트
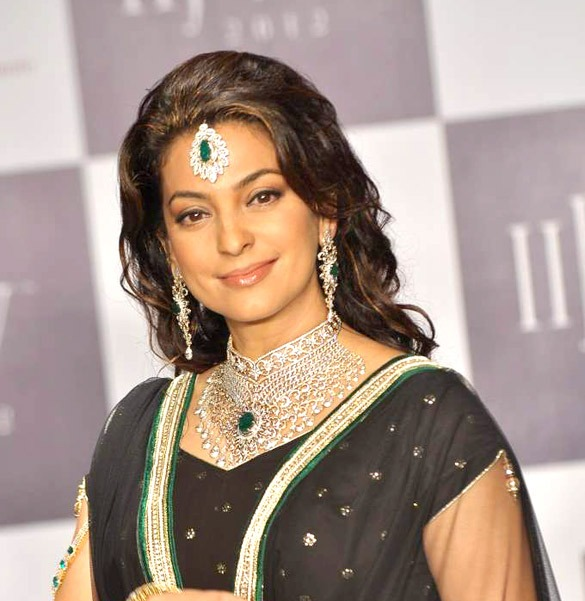
주히 차울라
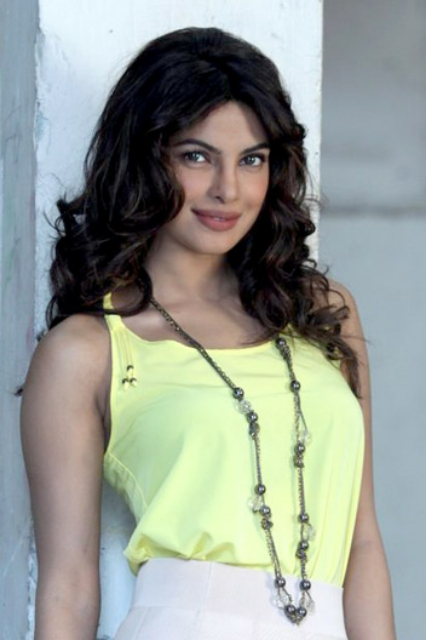
프리양카 초프라
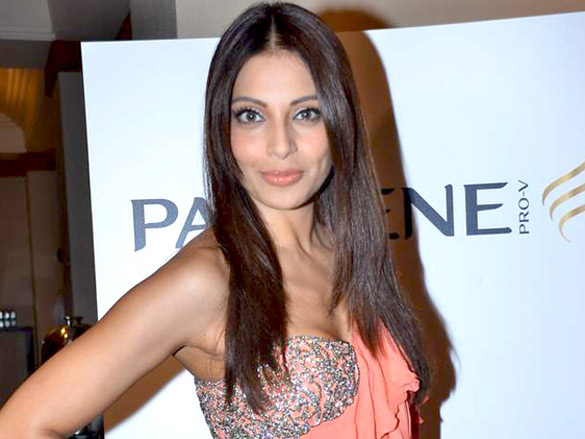
비파샤 바수
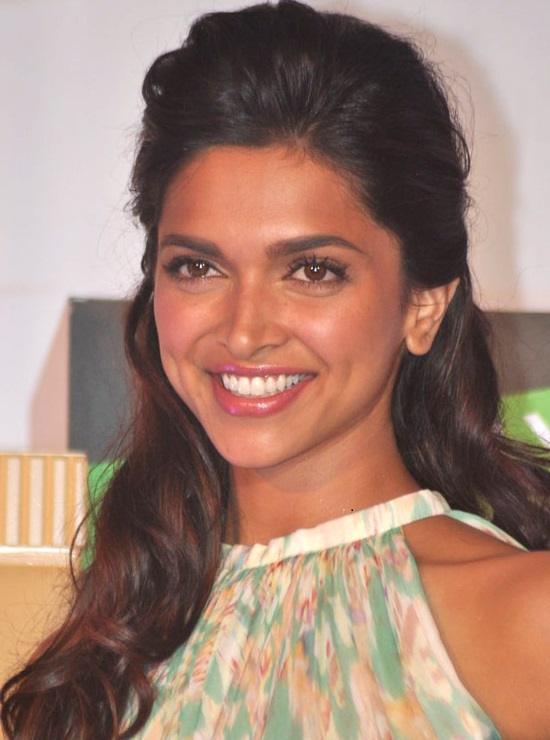
디피카 파두콘

## 같이 보기
- 인도의 문화
- 볼리우드
- 영화 목록